# Molière de la meilleure pièce du répertoire
Palmarès du Molière de la pièce du répertoire (et nominations) :
- 1997 : Les Jumeaux vénitiens de Carlo Goldoni, mise en scène Gildas Bourdet, Théâtre La Criée, Théâtre de l’Eldorado
  - Tout comme il faut de Luigi Pirandello, mise en scène Jacques Lassalle, Théâtre Hébertot, Cie pour Mémoire
  - En attendant Godot de Samuel Beckett, mise en scène Patrice Kerbrat, Théâtre du Rond-Point
  - Le Faiseur d'Honoré de Balzac, mise en scène Françoise Petit, Théâtre des Célestins, Théâtre de l'Eldorado, Théâtre Montparnasse
  - Rodogune de Pierre Corneille, mise en scène Arlette Téphany, Petit Montparnasse, ATPM Théâtre

- 1998 : Les Fourberies de Scapin de Molière, mise en scène Jean-Louis Benoît, Comédie-Française
  - Le Roi cerf de Carlo Gozzi, mise en scène Benno Besson, Centre national de création d'Orléans
  - Horace de Pierre Corneille, mise en scène Marion Bierry, Théâtre de l'Œuvre
  - Douze Hommes en colère de Reginald Rose, mise en scène Stéphane Meldegg, Théâtre Marigny, Théâtre de la Renaissance
  - Le Bonnet de fou de Luigi Pirandello, mise en scène Laurent Terzieff, Théâtre de l'Atelier

- 1999 : L’Atelier de Jean-Claude Grumberg, mise en scène Gildas Bourdet, Théâtre Hébertot
  - Le Revizor de Nicolas Gogol, mise en scène Jean-Louis Benoît, Comédie-Française
  - Pour un oui ou pour un non de Nathalie Sarraute, mise en scène Simone Benmussa, Comédie des Champs-Élysées
  - Jacques et son maître de Milan Kundera, mise en scène Nicolas Briançon, Théâtre 14, Théâtre Hébertot
  - Les Femmes savantes de Molière, mise en scène Simon Eine, Comédie-Française

- 2000 : Le Revizor de Nicolas Gogol, mise en scène Jean-Louis Benoît, Comédie-Française
  - Un sujet de roman de Sacha Guitry, mise en scène Geneviève Thénier, Théâtre du Palais-Royal
  - Un fil à la patte de Georges Feydeau, mise en scène Alain Sachs, Théâtre de la Porte-Saint-Martin
  - La Main passe de Georges Feydeau, mise en scène Gildas Bourdet, Théâtre Comédia
  - Les Femmes savantes de Molière, mise en scène Béatrice Agenin, Théâtre Hébertot

- 2001 : Une bête sur la lune de Richard Kalinovski, mise en scène Irina Brook, Théâtre de l'Œuvre
  - Becket ou l'Honneur de Dieu de Jean Anouilh, mise en scène Didier Long, Théâtre de Paris
  - Le Cercle de craie caucasien de Bertolt Brecht, mise en scène Benno Besson, Théâtre national de la Colline
  - Le Mal court de Jacques Audiberti, mise en scène Andrzej Seweryn, Comédie-Française au Théâtre du Vieux-Colombier
  - Une chatte sur un toit brûlant de Tennessee Williams, mise en scène Patrice Kerbrat, Théâtre de la Renaissance

- 2002 : Bent de Martin Sherman, mise en scène Thierry Lavat, Théâtre de l'Œuvre
  - Le Dindon de Georges Feydeau, mise en scène Francis Perrin, Théâtre des Bouffes-Parisiens
  - Elvire d'Henry Bernstein, mise en scène Patrice Kerbrat, Théâtre Marigny
  - Madame Sans-Gêne de Victorien Sardou et Émile Moreau, mise en scène Alain Sachs, Théâtre Antoine
  - Ruy Blas de Victor Hugo, mise en scène Brigitte Jaques, Comédie-Française